# Anton Antonovič Skalon
Anton Antonovič Skalon (rusko Антон Антонович Скалон), ruski general francoskega rodu, * 1767, † 1812.
Bil je eden izmed pomembnejših generalov, ki so se borili med Napoleonovo invazijo na Rusijo; posledično je bil njegov portret dodan v Vojaško galerijo Zimskega dvorca.

## Življenje
Njegov prastari oče, francoski plemič, se je preselil v Švico, od koder se je njegov stari oče leta 1710 preselil v Moskvo. Njegov oče, Anton Danilovič Skalon, je bil generalporočnik. 
Leta 1775 je kot vojak vstopil v Preobraženski polk, od koder je bil čez sedem let premeščen v Semjonovski polk. 13. januarja 1783 je bil povišan v poročnika in premeščen v Sibirski dragonski polk; 9. maja 1798 je bil imenovan za poveljnika polka. 
11. marca 1799 je bil povišan v polkovnika in 15. oktobra 1800 v generalmajorja. 30. marca 1802 je postal poveljnik Irkutskega dragonskega polka. Med 27. novembrom 1802 in 26. aprilom 1806 je bil upokojen zaradi domačih zadev. 
Ob pričetku patriotske vojne leta 1812 se je vrnil v vojaško službo kot poveljnik Irkutskega dragonskega polka, nato pa je postal poveljnik 10. brigade 3. konjeniške divizije. 
Padel je 5. avgusta 1812 med bitko za Smolensk.